# Mimose
Die Mimose (Mimosa pudica), auch Schamhafte Sinnpflanze genannt, ist eine tropische Pflanzenart in der Unterfamilie der Mimosengewächse (Mimosoideae) innerhalb der Familie der Hülsenfrüchtler (Fabaceae).
Oft werden auch als Ziergehölze kultivierte Akazien (Acacia) wie Acacia dealbata als „Mimosen“ bezeichnet.

## Beschreibung
Die Mimose ist ein ein- bis mehrjähriger, krautiger, bodennaher Halbstrauch und wird bis einen Meter hoch, der verzweigte Stamm ist kahl bis borstig mit vereinzelten Stacheln, die Pflanze verholzt in zunehmendem Alter unten etwas. Die lang gestielten Laubblätter sind doppelt gefiedert mit ein bis zwei Fiederpaaren 1. Ordnung und jeweils 10 bis 26 Paaren von spitzen bis abgerundeten, ungestielten, länglichen und ledrigen, unten leicht borstigen, bewimperten Fiederblättchen 2. Ordnung. Die Blattstiele sind borstig. 7 bis 8 mm lange, borstige Nebenblätter sind vorhanden.
Die Mimose vollführt Nastien, also durch den Bau der Pflanzenorgane vorgegebene Bewegungen. Die Pflanze reagiert auf Erschütterung, schnelle Abkühlung oder schnelle Erwärmung, außerdem auch auf Änderung der Lichtintensität. Dabei wird nur die betroffene Region der Pflanze blattweise eingeklappt. Nach einigen Minuten strecken sich die eingezogenen Zweige und Blätter wieder aus. Daher kommen auch der englische Name „Touch-me-not“ oder „Berühre mich nicht“ und die Bezeichnung „mimosig“ bzw. „mimosenhaft“. Diese Bewegungen sind auf Turgorveränderungen zurückzuführen. Der Turgor der Zellen in den Pulvini nimmt ab. Die Pulvini sind motorische Gewebe an den Blattgelenken. Ihre Zellen verlieren Kaliumionen, worauf Wasser die Zellen auf osmotischem Weg verlässt. Daher erschlaffen die Blattgelenke. Die meisten Turgorbewegungen unterscheiden sich von den typischen Wachstumsbewegungen durch ihre Reversibilität. Turgorbewegungen sind jedoch nur dann reversibel, wenn der osmotische Druck in den Zellen des Bewegungsgewebes nach einer gewissen Zeit auch wieder absinken bzw. steigen kann. Solche Änderungen findet man bei einigen Blattstielgelenken, die ein tagesperiodisches Heben und Senken von Blättern nach sich ziehen. Die Zweige der Mimose besitzen schützende Stacheln. In der Nacht ziehen sich die Blätter ebenfalls zusammen (in die „Schlafstellung“) und reagieren nicht so stark wie am Tag.
Es werden kleine, achsenständige, vielblütige, dichte und köpfchenförmige Blütenstände an langen, dicht behaarten Stielen, mit Durchmessern bis 12 mm gebildet. Die kleinen, zwittrigen, meist vierzähligen Blüten mit und doppelter Blütenhülle und minimalem, vierzähnigem Kelch sowie einem länglichen Deckblatt. Sie besitzen eine hellgelbliche bis rötliche und glockenförmige, außen feinhaarig, vierteilige Krone. Die langen und vorstehenden fädigen Staubblätter sind rosa bis rötlich und machen den Hauptteil der Wirkung des Blütenstandes aus. Der oberständige Fruchtknoten ist kurz gestielt und kahl, der lange Griffel ist fädig mit kopfiger Narbe. Blütezeit ist von Juli bis Oktober.
Sie bildet ledrige, am Rand stachlige, flache, gegliederte, 12 bis 20 mm lange und bis 5 mm breite, spezielle Hülsenfrüchte (Rahmenhülse) mit zwei bis fünf Gliedern die sich bei Reife aus dem stehenbleibenden Rahmen (Replum) lösen. Die Vermehrung erfolgt durch die rundlichen bis eckigen und abgeflachten, harten, bräunlichen, 3 bis 4 mm großen Samen.
Sämtliche Teile der Mimose werden verschiedentlich als gesundheitsschädlich und unverträglich bezeichnet, sie wird aber nicht als giftige Pflanze gelistet. Sie sollte nicht verzehrt werden und als Zimmerpflanze unzugänglich für Kinder oder Haustiere stehen.

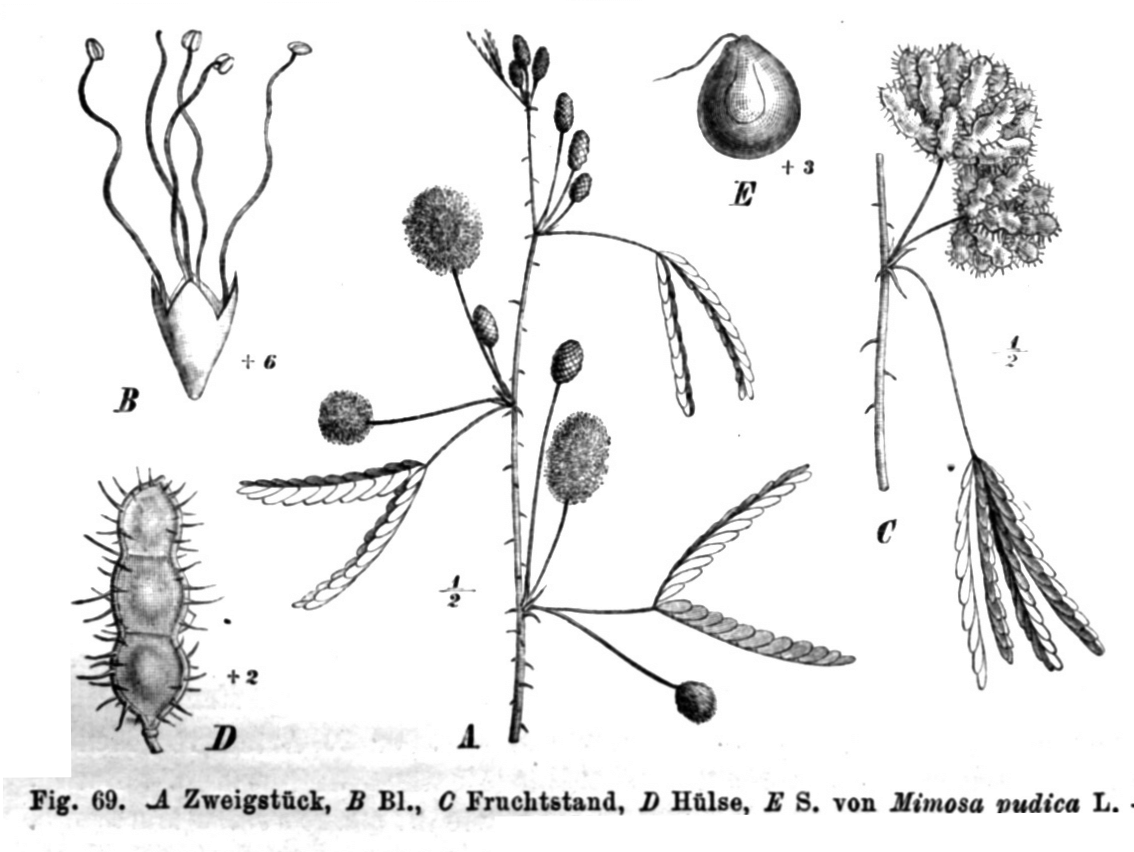
Mimose (Mimosa pudica), Illustration
Eine Mimose vor und nach einer stärkeren mechanischen Reizung
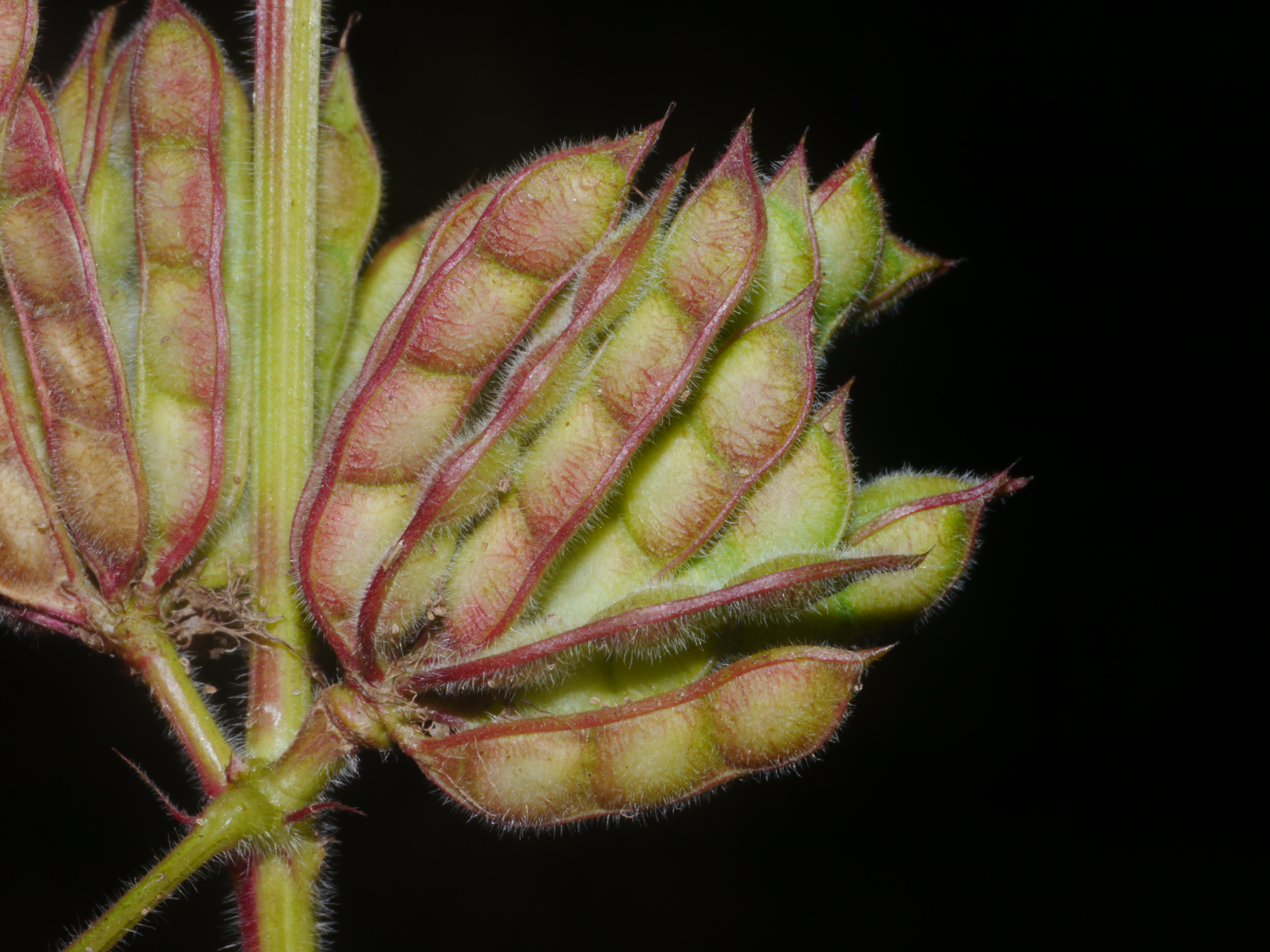
Borstige, junge Rahmenhülsen
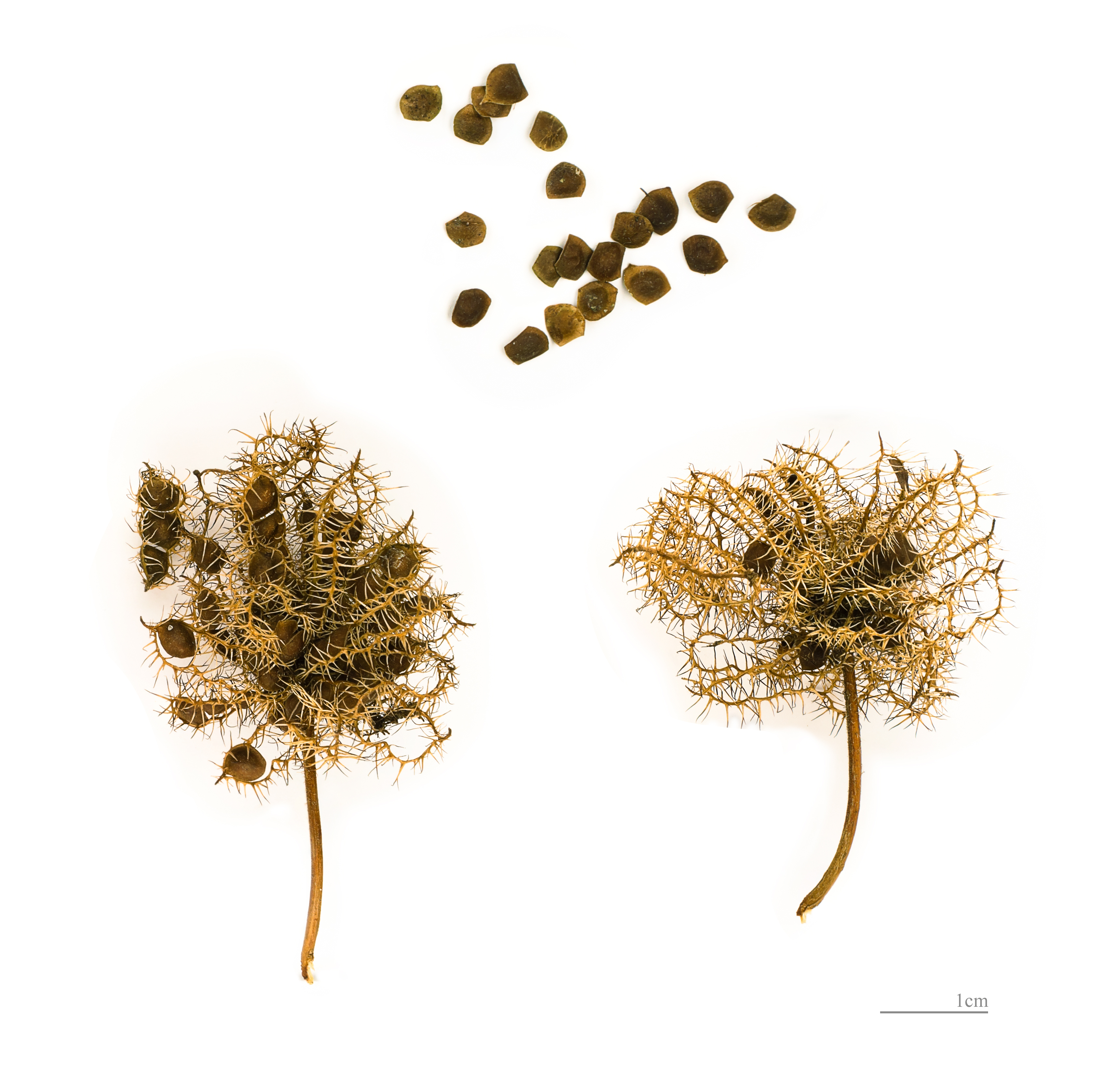
Rahmenhülsen und stehengebliebene, leere Rahmen und Samen

## Vorkommen
Die Mimosa pudica stammt aus Südamerika. Sie wächst sowohl im Wald als auch in tropischen und subtropischen Gärten und verbreitet sich rasch. In manchen südeuropäischen Ländern ist sie invasiv.

## Aussaat
Samen der Mimose sind in Deutschland einfach erhältlich. Die linsenförmigen Samen sollten 0,5 –1 cm tief mit Erde bedeckt werden. Es wird empfohlen, die Samen vor der Aussaat bis zu vier Stunden in Kamillentee zu beizen. Dessen Temperatur sollte zwischen 30 und 50 Grad liegen. Die Kamille wirkt antibakteriell.

## Metaphorische Bedeutung

Reaktion einer Mimose (Mimosa pudica) auf mechanischen Stimulus

Eine Mimose reagiert auf einen mechanischen Reiz mit dem Einklappen ihrer Blätter. Daher wird der Begriff Mimose metaphorisch für einen sehr empfindlichen und übersensiblen Menschen verwendet.